# Kamjanka (hromada Oczeretyne)
Kamjanka (ukr. Кам'янка) – osiedle na Ukrainie, w obwodzie donieckim, w rejonie pokrowskim. W 2001 liczyło 228 mieszkańców.